# Арт Ог Мак Мурхада Каомханах
Арт Ог Мак Мурхада Каомханах (англ. Art MacMurrough-Kavanagh, Art MacMorrough) (1357 — декабрь 1417) — король Лейнстера (1375—1417), который обычно считается самым грозным из позднейших королей Лейнстера. Он возродил не только прерогативы королевской семьи, но и их земли и власть. Во время своего 42-летнего правления он доминировал над англо-норманнскими поселенцами Лейнстера. Его господство над провинцией и её жителями, как гэлами, так и норманнскими ирландцами, было сочтено достаточно пагубным для английской колонии. Король Англии Ричард II в 1394 и 1399 годах предпринял два военных похода в Ирландию. В то время как Макмурро-Кавана в конце концов подчинился Ричарду, он отказался от оммажа после отъезда Ричарда и сделал большую часть своего королевства смертельной ловушкой для любого вторжения английских или англо-ирландских сил. Поэтому английская корона отнеслась к нему с осторожностью, и в 1409 году он был амнистирован.

## Биография
Родился в 1357 году. Старший сын Арта мак Мурхадха Каомханаха (? — 1361), короля Лейнстера (1347—1361). Потомок в пятом колене Домналла Киванаха (ок. 1140—1175), короля Южного Лейнстера (1171—1175), внебрачного сына Диармайта Мак Мурхады. Принадлежал к клану Уи Хеннселайг, правящего дома королевства Лейнстер, из которого происходил известный верховный король Ирландии и король Лейнстера Диармайт мак Маэл-на-м-Бо.
В течение первых трех четвертей XIII века его семья, использовала ослабление норманнов, связанное, в частности, с их постепенной ассимиляцией с гэльским населением, чтобы постепенно вернуть значительную часть своей исконной территории Лейнстера в графствах Карлоу, Уэксфорд и Уиклоу.
В 1375 году, после гибели своего родного дяди Доннхада мак Муйрхертайга Макмурро-Каваны, короля Лейнстера (1369—1375), убитого англичанами, Арт Ог Мак Мурхада Каомханах унаследовал лейнстерский королевский престол.
Мак Мурроу Кавана был женат на англо-ирландской дворянке Элизабет Ле Вил, вдове сэра Джона Стонтона из Клейна и единственной дочери сэра Роберта Ле Вила. Через своего отца она была наследницей англо-нормандского баронства Норраг. Такой брак нарушил Устав Килкенни, и английская корона, таким образом, лишилась Элизабет прав на отцовские земли, что впоследствии стало одной из причин вражды её мужа к англичанам. У них было три сына: Доннхад (будущий король Лейнстера), Диармайт Ламдеарг и Джеральд, лорд Фернс. Поместья Элизабет позднее перешли к семье Уэлсли, которые были предками герцога Веллингтона и потомками её дочери Элизабет от первого мужа.
Власти Дублина вынуждены были выплачивать денежный выкуп королю Лейнстера Арту Огу Мак Мурроу Каване за охрану территорию Пейла от набегов подчиненных ему ирландских кланов. После отказа английских властей платить выкуп Арт Огу Мак Мурроу Кавана начал военные действия против Пейла. Осенью 1394 года король Англии Ричард II предпринял первую военную экспедицию в Ирландию. Король высадился в Уотерфорде с крупной армией (4 000 рыцарей и 30 000 пехотинцев), а в ноябре прибыл в Дублин. Все крупные англо-ирландские магнаты и епископы оказали поддержку английскому королю. 80 ирландских вождей, опасавшиеся возвышения Арта Мак Мурроу, также перешли на сторону короны. Английский монарх организовал несколько военных рейдов против непокорных лейнстерский вождей зимой 1395 года. Арт Мак Мурроу и его вассалы прибыли в Дублин, где принесли присягу на верность королю Англии. Весной 1395 года Ричард II, считавший, что Ирландия приведена в подчинение Англии, со всей армией покинул Ирландию, оставив наместником своего кузена Роджера Мортимера, 4-го графа Марча. Вскоре Арт Мак Мурроу со своими вассалами подняли восстание против английского господства. В июле 1398 года Роджер Мортимер погиб во время карательной экспедиции против восставших ирландских кланов Лейнстера. Летом 1399 года король Ричард II предпринял вторую экспедицию в Ирландию, чтобы отомстить за гибель графа Марча. Король высадился во главе 40-тысячной английской армии. Арт Мак Мурроу избегал открытых битв с превосходящими силами противника и применял старинную тактику партизанской войны — его отряды укрывались в лесах и оттуда совершали внезапные вылазки против англичан, истребляя живую силы и уничтожая запасы продовольствия. Английская армия, сражаясь в непривычных условиях и неся большие потери, с наступлением холодов оказалась в тяжелом положении. Англичане начали отступление к Дублину, подвергая преследованию и внезапным атакам ирландцев. Мирные переговоры с Артом Мак Мурроу закончились безрезультатно.
Арт Мак Мурроу Кавана скончался вскоре после Рождества 1417 года, возможно, в своей постели в Фернсе, а возможно, был отравлен в Нью-Россе — данные расходятся. Исторический роман 1885 года «Art M’Morrough O’Cavanagh, Prince of Leinster: An Historical Romance of the Fourteenth Century» О’Бирна представляет собой свободный биографический отчет о его жизни, написанный с националистической точки зрения.
Ирландский политический деятель Артур Макмурро Кавана (1831—1889) был потомком Макмуро-Каванаха.

## Потомство
У Арта Мак Мурро Каванаха и его жены Элизабет было несколько детей, в том числе:
- Доннхад Мак Арт Макмурро-Кавана (? — ок. 1478), лорд Гарихилла, де-юре король Лейнстера (1417—1455)
- Диармайт Лавдеарг (? — 1417)
- Джеральд (Геральт) (? — 1431), лорд Фернса, танистри и де-факто правитель Лейнстера (1419—1431). Это предок более поздних Макмуро-Каванах.